# Faculté de l'apprentissage continu de l'Université de Montréal
Pour un article plus général, voir Université de Montréal.
Pour les articles homonymes, voir FAC.
Précédemment appelée Faculté de l'éducation permanente, la Faculté de l'apprentissage continu de Université de Montréal (FAC) est la troisième plus grande faculté de premier cycle de l'Université de Montréal.
Elle a pour mission de répondre aux besoins spécifiques de formation universitaire des adultes. Ses nombreux programmes sont conçus pour faciliter l’apprentissage tout au long de la vie dans une perspective d’amélioration des compétences professionnelles.

## Historique

### 1952: création du service de l’extension de l’enseignement
L’importante place que l’Université de Montréal accorde à l’éducation des adultes se concrétise par la création en 1952 d’un service distinct d’extension de l’enseignement pour les adultes.
En août 1952, un communiqué de presse du directeur des Relations extérieures explique :

« on désigne sous le nom d’extension universitaire un genre de cours public qui a pris naissance dans les universités d’Amérique désireuses de mettre leur enseignement à la portée du grand public et d’étendre leur rayonnement et l’influence intellectuelle au-delà des limites imposées par le cadre rigides des facultés. »

Lors de sa création, ce service a pour mandat d’offrir des activités de formation non créditées aux adultes. Léon Lortie en fut le premier président. Le service a pour mandat de répondre aux besoins des travailleurs professionnels. Des cours d’intérêt général sont ainsi offerts pour les infirmières industrielles, les travailleurs sociaux, les moniteurs de terrains de jeux. L’Université se charge également de la formation de guides touristiques de Montréal.
En 1953, le Service offre vingt et un cours. Dix ans plus tard, les cours du soir couvrent une quarantaine de sujets, dans huit domaines d’enseignement.

### 1968: le service de l'éducation permanente
L’éducation des adultes va être profondément transformée dans les années 1960 au Québec. Au gouvernement conservateur de 1939 à 1959 succède un gouvernement libéral qui va étudier l’ensemble des structures et des programmes éducatifs. Il met sur place la Commission royale d’enquête sur l’enseignement dans la province de Québec en 1961. En découle le rapport de la Commission Parent qui transforme le système éducatif. Alors qu’auparavant les études étaient essentiellement considérées comme étant propres à l’enfance, il est désormais question de mettre des ressources à la disposition des adultes et de favoriser l’éducation permanente :

« Nous entendons par Éducation permanente un besoin et un goût plus général de perfectionnement et de culture. Nous la concevons comme un service général de l’enseignement qui non seulement offre à la population adulte toute une variété nécessaire de cours et d’occasions de perfectionnement et de culture mais aussi incite la population à en profiter et vise à généraliser la préoccupation et l’habitude de l’étude chez l’adulte. »

Dans ce contexte, en 1966, le directeur du service de l’extension de l’enseignement de l’Université de Montréal demande la création d’un « service d’éducation des adultes ». Dans une lettre du 3 février 1966 au recteur, il soutient que:

« Ces efforts concertés d’offrir au citoyen adulte toutes les chances possibles d’acquérir des connaissances constituent une des plus efficaces entreprises de mise en valeur des ressources humaines. À l’heure de la démocratisation de l’enseignement, le développement de l’éducation des adultes est un aboutissement logique. Nous sommes donc persuadés que dans la conjoncture actuelle, aucune université du Québec ne peut se soustraire au devoir de favoriser par tous les moyens possibles la promotion personnelle, culturelle et sociale de la population adulte. Si elle se dérobait à ces obligations sous prétexte de rester fidèle à un idéal dépassé d’excellence pour quelques-uns, ou de ressources insuffisantes, une université manquerait à sa vocation sociale et pourrait compromettre, en s’isolant de la population au milieu de laquelle elle vit, son développement même… La part de plus en plus grande des fonds publics dans le financement de l’université lui fait désormais une obligation de démontrer son utilité sociale et ce, non seulement envers l’élite à laquelle elle se dévoue traditionnellement, mais à la masse des autres. »

En 1968, le Service de l’extension de l’enseignement devient ainsi le Service d’éducation permanente. Ce service met à la disposition des adultes les ressources de l’Université de Montréal et, en même temps, promeut l’éducation permanente au moyen de ses programmes. Entre 1968 et 1975, trente-cinq programmes s’ajoutent aux sept premiers certificats déjà offerts.

### 1975: la création de la Faculté de l'éducation permanente
En 1975, la Faculté de l’Université de Montréal remplace le Service d’éducation permanente par un organisme plus autonome : la Faculté de l’éducation permanente (FEP). La Faculté de l’éducation permanente devient une faculté particulière, transversale à l’Université de Montréal, comme la Faculté des études supérieures.

### 2025: la Faculté de l'éducation permanente devient la Faculté de l'apprentissage continu
Au printemps 2025, la Faculté de l’éducation permanente est renommée Faculté de l’apprentissage continu. Le nouveau nom vise à mieux refléter la mission, le rôle et la diversité des personnes étudiantes accompagnées par la Faculté dans le contexte actuel de l’éducation continue.

## Formations

### Certificats
Le certificat est un diplôme dans un domaine spécialisé exigeant 30 crédits universitaires de premier cycle. Il est possible d'obtenir un baccalauréat par le cumul de trois certificats.

#### Liste des certificats offerts

##### Communication
- Communication appliquée
- Communication et relations publiques
- Création et gestion de contenus
- Français langue seconde : culture, études et travail
- Journalisme multiplateforme
- Publicité et communication créative
- Rédaction professionnelle
- Traduction 1
- Traduction 2

Créativité
- Créativité et innovation

##### Gestion
- Gestion appliquée à la police et à la sécurité
- Gestion philanthropique
- Gestion des services de santé et des services sociaux
- Intelligence artificielle au travail : utilisation responsable
- Leadership pour militaires
- Relations industrielles
- Santé et sécurité du travail

##### Intervention
- Coopération et solidarité internationales
- Criminologie
- Droit
- Enquête et renseignement
- Intervention auprès des jeunes : fondements et pratiques
- Intervention en déficience intellectuelle et en troubles du spectre de l'autisme
- Intervention en dépendances
- Intervention psychoéducative
- Petite enfance et famille : éducation et intervention précoce
- Sexualité : enjeux de société et pratiques d'intervention
- Victimologie

##### Santé
- Gérontologie
- Santé publique : prévention et promotion de la santé
- Santé mentale : fondements et pratiques d’intervention

##### Programme personnalisé
- Études individualisées (ès arts)
- Études individualisées (ès sciences)

### Microprogrammes
Ce sont des programmes courts de 9 à 15 crédits pour explorer un sujet particulier en quelques cours offerts.

#### Liste des microprogrammes offerts
- Droit
- Financement des organismes à but non lucratifs
- Intelligence artificielle au travail
- Gestion et intégration de l’intelligence artificielle
- Gestion de la qualité de vie au travail
- Gestion des services de santé et des services sociaux
- Optimisation des affaires et intelligence artificielle
- Rédaction professionnelle
- Santé mentale : mentorat pour pairs aidants
- Soins palliatifs et de fin de vie

### Baccalauréats
Le baccalauréat par cumul est un grade universitaire qui s’obtient par l’association de différents programmes courts de premier cycle, comme par exemple l’association de trois certificats. Les certificats de la Faculté de l’éducation permanente peuvent aussi être des composantes de baccalauréats par cumul avec appellation, en association avec des programmes d’autres facultés et écoles affiliées de l’Université de Montréal.

#### Liste des baccalauréats par cumul avec appellation offerts

##### Baccalauréat par cumul en arts
- Baccalauréat par cumul en pratiques de la communication

##### Baccalauréats par cumul en sciences
- Baccalauréat par cumul en études du phénomène criminel
- Baccalauréat par cumul en fondements et pratiques en sciences sociales et santé

##### Baccalauréats par cumul en gestion
- Baccalauréat par cumul en créativité, innovation et entrepreneuriat
- Baccalauréat par cumul en direction et leadership
- Baccalauréat par cumul en finance
- Baccalauréat par cumul en gestion internationale
- Baccalauréat par cumul en gestion des opérations et de la logistique (GOL)
- Baccalauréat par cumul en gestion de projets
- Baccalauréat par cumul en gestion des ressources humaines
- Baccalauréat par cumul en gestion et sécurité des systèmes d’information
- Baccalauréat par cumul en marketing
- Baccalauréat par cumul en planification financière personnelle

### Diplômes d’études supérieures spécialisées
Le Diplômes d’études supérieures spécialisées (D.E.S.S.) est un programme court d’études de second cycle.

#### Liste des D.E.S.S. offerts
- D.E.S.S. en réglementation canadienne et québécoise de l’immigration

### Programme de qualification en droit
Ce programme permet aux personnes formées en droit à l’extérieur du Québec de suivre les recommandations du Barreau, de la Chambre des notaires ou de la Chambre des huissiers en vue d’obtenir un permis de pratique au Québec.

### Programme ACCÈS-FEP
Le programme ACCÈS-FEP est un programme de mise à niveau qui aide les personnes dont la scolarité est insuffisante à obtenir une admission dans les programmes réguliers de la Faculté.

### École de français
L’École de français offre des cours de français de niveaux débutant, intermédiaire ou avancé, des ateliers et des services de mentorat et de tutorat, ainsi que des services d’évaluation du niveau de français avec son centre de tests. Elle forme les personnes étudiantes, le personnel des universités ainsi que les professionnels et les entreprises.

### Centre de perfectionnement
Le Centre de perfectionnement propose des formations professionnelles non créditées pour les adultes œuvrant dans les entreprises et les organisations dans une variété de thématiques :
- Écoresponsabilité numérique
- Enquête administrative et pénale
- Harcèlement au travail
- Lean Six Sigma
- Méditation pleine conscience
- Organiser le travail en mode hybride
- Philanthropie
- Réalités autochtones
- Rédaction professionnelle[14]

## Statistiques
- 50 programmes crédités
- 27 certificats
- 9 microprogrammes
- 13 baccalauréats par cumul
- 9 500 étudiantes et étudiants en 2024
- 32 ans d’âge moyen

## Personnes liées

### Directeurs du Service de l’extension de l’enseignement
- Léon Lortie (1952 - 1962)
- Jean Houpert (1962 – 1967)
- Léo-A Dorais (1967 – 1968)

### Directeurs du Service de l’éducation permanente
- Léo-A Dorais (1968 – 1969)
- Gaétan Daoust (1969 – 1975)

### Doyens de la Faculté de l’éducation permanente
- Gaétan Daoust (1975 – 1976)
- Guy Bourgeault (1977 – 1985)
- Jacques Léonard (1985 – 1989)
- Jacques Boucher (1990 – 1997)
- Robert Leroux (1997 – 2001)
- Jean-Marc Boudrias (2002 – 2010)
- Christian Blanchette (2011 – 2020)
- Michel Janosz (2020 – )

### Doctorats honoris causa
- Paul Bélanger (2012)
- Bernard Derome (2013)
- Réjean Thomas (2014)
- Françoise David (2018)

### Médaille de la Faculté de l'éducation permanente
- Michèle Stanton-Jean (2014)
- Robert Martin (2017)
- Institut de coopération pour l'éducation des adultes (2018)
- Marc Laurendeau (2024)

### Diplômées d’honneur
- Valérie Plante (2022)
- Tamara Altéresco (2023)
- Mélanie Carpentier (2024)